# Марин Софрониев
Марин Софрониев Калугеров е български духовник и националреволюционер.

## Биография
Марин Калугеров е роден на 14 декември 1837 г. в гр. Ловеч. Син е на поп Стефан (Софроний). Учи в родния си град Ловеч, Троянския манастир, семинарията в Одеса и духовното училище в Киевско-Печорската лавра в Русия. Работи като учител в Ловеч (1854-1856) и Севлиево (1856-1865). Ръкоположен за свещеник в Ловеч на 12 юни 1866 г. Учител в Севлиево до 1872 г. След което е назначен за архиерейски наместник. Лежи в Търновския затвор за участие в Севлиевския частен революционен комитет на Вътрешната революционна организация. След Освобождението е свещеник в Севлиево до смъртта си. Поправя „Духовен зрак“ и превежда Онуфрий Попович (1856).